# فرفکس فایننشل
فرفکس فایننشل (انگلیسی: Fairfax Financial) شرکت خدمات مالی کانادایی است، که در سال ۱۹۵۱ تأسیس شد.